# 佐藤詩織
佐藤 詩織（さとう しおり、1996年〈平成8年〉11月16日 - ）は、日本のクリエイター、陶芸家、マルチタレント。
2015年から2020年にかけて女性アイドルグループ・欅坂46に在籍し、2021年からはアーティスト、デザイナー、クリエイター、ダンサー、陶芸家の肩書で活動している。
東京都出身。身長は162 cm。血液型はA型。Seed＆Flower合同会社所属の後フリーランスとなる。

## 略歴
東京都で生まれる。4歳から15歳までクラシックバレエを習っており、全国コンクールで入賞するほどの腕前だったが、足首の怪我でバレエを断念。その後、テレビドラマ『サプリ』（フジテレビ）を見て広告代理店のアートディレクターに憧れたことと、中学校の美術の先生から美術部に誘われたことがきっかけで美術に夢中になり、美大進学を決意し、美術系の高校に進学。高校時代は、放課後と休日に美術予備校に通っていた。
2015年4月6日、武蔵野美術大学造形学部視覚伝達デザイン学科に入学。同年8月21日、欅坂46の1期生オーディションに合格。2016年10月17日、欅坂46の3rdシングル「二人セゾン」でフロントメンバーに初めて選ばれる。
2017年5月16日、「ロッテ『キシリトールガム』発売20周年記念プロジェクト発表会」に単独で出席し、自身がデザインしたガムの新商品パッケージとパッケージデザインを用いた衣装を披露。同年9月6日、『第102回二科展』で「自由テーマ：マルチグラフィック部門（D部門）」初入選、奨励賞初入賞。
2018年8月12日、前日に行われた『夏の全国アリーナツアー2018』の福岡公演1日目で『欅共和国2018』から痛めていた左足の状態を悪化させ、福岡公演2日目の出演を見送った。ただ、それ以降の公演は全て出演。同年9月5日、『第103回二科展』で「小型グラフィックD部門」に入選し、2年連続入選を果たした。
2019年1月28日、欅坂46の8thシングル「黒い羊」で自身2度目のフロントメンバーに選ばれる。同年3月17日、大学卒業をブログで報告。同年10月28日、KOKUYO主催「キャンパスアートアワード2019」の最終審査員を務めた。
2020年1月23日、公式サイトで留学のため一時活動休止を発表。しかし、新型コロナウイルス感染拡大の影響で留学を延期することになり同年5月2日、グループ活動に一時的に参加することが公式サイトで発表された。同年10月9日、公式サイトで13日に行われる『The LAST LIVE』を以て欅坂46から卒業することを発表。同年10月13日、国立代々木競技場第一体育館で行われた無観客配信ライブ『The LAST LIVE』2日目公演を以て欅坂46から卒業。同年10月31日、欅坂46公式サイト内にある公式ブログとプロフィールページが閉鎖。同年11月20日、欅坂46の8thシングル「黒い羊」個別握手会の振替イベント「オンラインミート＆グリート（個別トーク会）」に2日間（同年12月13日・12月20日）参加することを発表。
2021年1月8日、TwitterとInstagramアカウントを開設。同年3月12日、YouTube公式チャンネル『SHIORism』を開設。同年4月15日、株式会社ネイチャーラボが展開するヘアケアブランド『Diane Be True』の「BE TRUE arT」プロジェクトに参加、セルフプロデュースした映像作品『Be true to yourself』を発表。同年5月1日、公式ファンコミュニティ『SHIOReal』を開設。同年5月14日、下北沢で撮影した写真を使用してデザインしたヴィレッジヴァンガードとのコラボアイテム発売を発表。同年6月3日、音声配信アプリ「stand.fm」にてラジオチャンネル『SHIORadio』を開設。同年6月11日、芦沢ムネトと絵画共同制作プロジェクトを開始することと、女性ファッション雑誌『ELLE ONLINE』（ハースト婦人画報社）の「ELLESTYLE INSIDER」に就任することを発表。同年7月2日、ディーン・フジオカの楽曲「Runaway」のミュージックビデオに出演していることを発表。同年7月17日、TBSテレビ系『音楽の日2021』でディーン・フジオカが「Runaway」を披露した際にダンサーとして出演。

## 人物
愛称は、しーちゃん、さとし。星座はさそり座。姉が1人いる。

### 嗜好
好物はカニ、パイナップル、エビ、アボカド、オクラ、ナス、ジャージャー麺、ザーサイ、煮たセロリ。好きな色は黒、白、赤、青、紫。好きな花はチューリップ。好きな季節は夏と秋。好きな動物は犬。宝物は家族。
好きな歌手はOfficial髭男dism、コブクロ、YOASOBI、New Hope Club。初めて買ったCDはBoAの「メリクリ」であり、カラオケで必ず歌う曲にも挙げている。欅坂46の楽曲の中で一番好きな歌詞は「二人セゾン」の歌詞。欅坂46で好きな楽曲は「制服と太陽」。
尊敬するアーティストはレオナール・フジタ。
声フェチであり、憧れの声の持ち主として自身と同じ欅坂46のメンバーで2期生の松田里奈を挙げている。加えて腕フェチでもあり、冠番組『欅って、書けない？』（テレビ東京）では実際に番組スタッフの中から理想の腕（程よい筋肉質の腕）を探す一幕もあった。理想の腕の持ち主として、ラグビー日本代表の姫野和樹を挙げている。

### 趣味
絵を描くこと、クラシックバレエ、料理、美術館巡り、古着集め、写真（カメラ）。
写真を撮り始めたきっかけは、神藤剛の写真に感銘を受けてデジタルカメラに興味をもったから。また、奥山由之のフィルム写真に出会ったことがきっかけでフィルムカメラにものめり込んでいる。

### 特技
絵を描くこと、クラシックバレエ、料理、写真（カメラ）、書道。
書道は5歳から16歳まで習っており、八段位を取得している。

### 欅坂46
大学のオープンキャンパス委員で知り合った先輩に欅坂46のオーディションの受験を勧められ「大学1年生のイイ夏休みの思い出になるのでは？」と思い、気軽な気持ちでオーディションを受けた。
グループ内ユニット「五人囃子」のメンバーであり、1stアルバム『真っ白なものは汚したくなる』の収録曲である『少女には戻れない』、5thシングル「風に吹かれても」の収録曲である『結局、じゃあねしか言えない』を歌唱している。
自他ともに認める「話の長い人」であり、冠番組内の企画でメンバーから「おしゃべり足長星人」や「足長ダル絡み美大生」、「私の話に赤信号はありません」などのキャッチコピーを付けられている。
2期生の武元唯衣の推しメンであり、冠番組内のペアロケメンバーを決める企画で見事両想いとなり、後日浅草でロケを行っている。その後もプライベートで遊びにいったり、冠番組内のバレンタイン企画で武元が佐藤を本命に指名したりしている。

## 作品

### シングル
欅坂46
- サイレントマジョリティー（2016年4月6日、9035/41）- EAN 4988009125916。
- 手を繋いで帰ろうか（2016年4月6日、SRCL-9035/41）- EAN 4988009125916。
- キミガイナイ（2016年4月6日、SRCL-9041）- EAN 4988009125954。
- 世界には愛しかない（2016年8月10日、SRCL-9147/53）- EAN 4988009130811。
- 語るなら未来を…（2016年8月10日、SRCL-9147/52）- EAN 4988009130811。
- 二人セゾン（2016年11月30日、SRCL-9267/73）- EAN 4547366279382。
- 大人は信じてくれない（2016年11月30日、SRCL-9267/73）- EAN 4547366279382。
- 制服と太陽（2016年11月30日、SRCL-9267/8）- EAN 4547366279375。
- 不協和音（2017年4月5日、SRCL-9394/402）- EAN 4547366301281。
- W-KEYAKIZAKAの詩（2017年4月5日、SRCL-9394/402）- EAN 4547366301281。
- エキセントリック（2017年4月5日、SRCL-9402）- EAN 4547366301298。
- 風に吹かれても（2017年10月25日、SRCL9581/9） - EAN 4547366331639。
- 避雷針（2017年10月25日、SRCL9585/6） - EAN 4547366331653。
- 結局、じゃあねしか言えない（2017年10月25日、SRCL-9581/2） - EAN 4547366331639。
- ガラスを割れ!（2018年3月7日、SRCL-9736/44） - EAN 4547366350265。
- もう森へ帰ろうか?（2018年3月7日、SRCL-9736/44） - EAN 4547366350265。
- アンビバレント（2018年8月15日、SRCL-9922/30） - EAN 4547366371079。
- Student Dance（2018年8月15日、SRCL-9922/30） - EAN 4547366371079。
- I'm out（2018年8月15日、SRCL-9922/3） - EAN 4547366371079。
- 黒い羊（2019年2月27日、SRCL-9983/91） - EAN 4547366383348。
- Nobody（2019年2月27日、SRCL-9983/4） - EAN 4547366383317。
- 誰がその鐘を鳴らすのか?（2020年8月21日）

佐藤詩織（ソロ）
※レーベルはTOKYO RABBIT RECORDS
- まっしろな世界へ。（2022年8月5日、配信限定）
- ケイトウ（2022年10月7日、配信限定）

### アルバム
欅坂46
- 真っ白なものは汚したくなる（2017年7月19日、SRCL-9482/8） - EAN 4547366318463。
- 永遠より長い一瞬 〜あの頃、確かに存在した私たち〜（2020年10月7日、SRCL-11510/16） - EAN 4547366450224。

### 映像作品
欅坂46
- 佐藤詩織（2016年4月6日） - EAN 4988009125923。
- 佐藤詩織（2016年8月10日） - EAN 4988009130811。
- 佐藤詩織（2016年11月30日） - EAN 4547366279382。
- KEYABINGO!（2017年1月27日） - EAN 4988021715010。
- 佐藤詩織（2017年4月5日） - EAN 4547366301274。
- 徳山大五郎を誰が殺したか?（2017年6月7日） - EAN 4517331036388。
- グループ発展祈願の旅〜埼玉編〜（2017年10月25日） - EAN 4547366331653。
- 残酷な観客達（2017年11月29日） - EAN 4988021715553。
- KEYABINGO!2（2017年12月22日） - EAN 4988021715522。
- 佐藤詩織 自撮りTV（2018年3月7日） - EAN 4547366350272。
- KEYABINGO!3（2018年6月29日） - EAN 4988021715874。
- 佐藤詩織×金村美玖 自撮りTV（2018年8月15日） - EAN 4547366371093。
- 欅共和国2017（2018年9月26日） - EAN 4547366376791。
- 欅坂46 特典映像「KEYAKI HOUSE」（2019年2月27日） - EAN 4547366383317。
- 欅共和国2018（2019年8月14日） - EAN 4547366417258。
- 欅坂46 LIVE at 東京ドーム 〜ARENA TOUR 2019 FINAL〜（2020年1月29日）- EAN 4547366438758。
- 欅共和国2019（2020年8月12日） - EAN 4547366462937。
- 欅坂46 ANNIVERSARY LIVE Director's Cut Collection（2020年10月7日） - EAN 4547366450224。
- 欅坂46 ARENA TOUR Director's Cut Collection（2020年10月7日） - EAN 4547366450231。
- KEYAKIZAKA46 Live Online, but with YOU!（2020年12月9日）- EAN 4547366481594, EAN 4547366481600。
- 欅坂46 THE LAST LIVE（2021年3月24日） - EAN 4547366496833。

## 出演

### テレビドラマ
- 徳山大五郎を誰が殺したか?（2016年7月17日 - 10月2日、テレビ東京）- 佐藤詩織 役[93]
- 残酷な観客達（2017年5月18日 - 7月20日、日本テレビ）- 佐野静香 役[94]

### ネット配信
- Community Diver コミュニティ限定イベント（2021年6月11日、ZOOM）- ゲスト出演[95]
- canvas dive制作報告会（2021年6月26日、ZOOM）[96]
- canvas dive最終報告会（2021年8月17日、ZOOM）[97]
- ABEMAヒルズ（2021年8月27日[98][99]・10月22日[100][101]・11月19日[102][103]・12月17日[104]、2022年1月14日[105]、AbemaTV）
- 特別番組！秋元雄史と学ぶ、佐藤詩織(元欅坂46)の「アートは難しい？」（2021年9月8日・15日、プレジデント社）[106]
- canvas diveメイキングムービー同時視聴会イベント（2021年9月25日、ZOOM）[107]

### ラジオ
- Community Diver（2021年5月26日・6月2日・8月25日・11月24日[注 3]、InterFM897）- ゲスト出演[108][109][110][111][注 4]。
- SHIORadio（2021年6月4日 - 、stand.fm）- メインパーソナリティー[57][58]。
- オーマイグラス presents FRAME OUT（2021年8月8日、interfm897）- ゲスト出演[113]。

### イベント
- ロッテ「キシリトールガム」発売20周年記念プロジェクト発表会（2017年5月16日、ニコファーレ）[17]
- 第5回「キャンパスアートアワード2019」最終審査会（2019年10月28日、読売新聞ビル）- 最終審査員[31]

### ミュージックビデオ
- DEAN FUJIOKA『Runaway』（2021年7月22日）[62][114][115]

## 書籍

### 雑誌
- ELLE ONLINE（2021年6月11日 - ）- ELLESTYLE INSIDER[61]

### 写真集
- 月刊 佐藤詩織・旅（2022年3月31日、小学館）[116]
- アートブックコレクション 佐藤詩織（2022年3月31日、小学館）[117]

## 個展
- 佐藤詩織初個展「SHIOResume」（2021年8月27日 - 8月30日、OZ studio 渋谷）[118][5]
- 佐藤詩織2nd Solo Exhibition -IMAMADE-（2024年5月4日 - 5日、東京・神宮前 エコファームカフェ632）[119]
- 佐藤詩織3rd Solo Exhibition「TOU（トウ）」（2024年3月30日 - 31日、東京・神宮前 Chromatic Gallery）[120]